# باكو راميريز
باكو راميريز (بالإسبانية: Francisco Ramírez Gámez)‏ (28 نوفمبر 1965 في المكسيك - ) هو مدرب كرة قدم ولاعب كرة قدم مكسيكي في مركز الدفاع. لعب مع أتلانتي إف سي وكروز آزول ونادي بويبلا ونادي نيكاكسا وتيبورونيس روخوس دي فيراكروز وطوروس نيزا وDeportivo Neza ‏.

## وصلات خارجية
- باكو راميريز على موقع قاعدة بيانات كرة القدم.إي يو (الإنجليزية)
- باكو راميريز على موقع ناشيونال فوتبول تيمز (الإنجليزية)